# Rifabutin
Rifabutin ist ein Arzneistoff aus der Gruppe der Tuberkulostatika, der unter anderem zur Behandlung von Tuberkulose bei gleichzeitigem Vorliegen von HIV eingesetzt wird.
2011 wurde Rifabutin in die Liste der unentbehrlichen Arzneimittel der Weltgesundheitsorganisation aufgenommen.

## Anwendung / Indikation
- Vorbeugung einer Infektion mit Mycobacterium avium (MAC) bei AIDS-Patienten mit einer CD4-Zellzahl von weniger 100 pro Liter Blut[3]
- Behandlung einer MAC-Infektion bei AIDS-Patienten (Kombination mit Clarithromycin, Azithromycin und Ethambutol)[4]
- Therapie einer multiresistenten Tuberkulose in Kombination mit noch wirksamen Mitteln, gegen welche Mycobacterium tuberculosis noch keine Resistenz ausgebildet hat.

## Wirkungsspektrum
Rifabutin wirkt gegen Mycobacterium avium intracellulare durch Hemmung der bakteriellen DNA-Synthese. Die Aktivität ist im Vergleich zu Rifampicin deutlich höher, da Rifampicin lediglich die DNA-abhängige RNA-Polymerase hemmt.
Gegen Rifabutin sind ca. 20 % der M.-avium-intracellulare-Stämme resistent, gegen Rifampicin bereits 94 % der besagten Bakterienstämme.
Rifabutin zeigt eine biologische Aktivität gegenüber Helicobacter.

## Nebenwirkungen
Es treten – vergleichbar mit Rifampicin – Übelkeit, Erbrechen und Anstieg der Leberenyzme bis hin zur Hepatitis auf. Häufig werden Leukopenie und Anämie gesehen, aber auch Fieber als Nebenwirkung der Therapie.
Als Überempfindlichkeitsreaktion können Eosinophilie, Bronchospasmus und Schock genannt werden. Eher selten tritt eine leichte bis schwere Uveitis (reversibel) auf. Allerdings kann die Co-Medikamention mit Clarithromycin (bei M. avium-intracellulare-Infektionsbehandlungen) oder auch bei Fluconazol und Derivaten das Risiko einer Uveitis erhöhen.

## Handelsnamen
- Mycobutin (A, CH) (Hersteller Pfizer)